# Francisco Villa, Tuzantla
Francisco Villa är en ort i Mexiko.   Den ligger i kommunen Tuzantla och delstaten Michoacán de Ocampo, i den södra delen av landet, 160 km väster om huvudstaden Mexico City. Francisco Villa ligger 620 meter över havet och antalet invånare är 283.
Terrängen runt Francisco Villa är huvudsakligen kuperad, men åt sydost är den platt. Runt Francisco Villa är det glesbefolkat, med 20 invånare per kvadratkilometer. Närmaste större samhälle är Tuzantla, 13,4 km öster om Francisco Villa. I omgivningarna runt Francisco Villa växer huvudsakligen savannskog.